# Panonie
Panonie (latinsky Pannonia) byla mezi léty 9–433 provincií římské říše, jež zhruba do poloviny 1. století nesla název Illyricum inferius. Na severu a východě byla Panonie ohraničena řekou Dunajem, která ji oddělovala od krajů obývaných germánskými a sarmatskými kmeny. Na západě sousedila s Noricem a Itálií, zatímco na jihu a jihovýchodě s Dalmácií a Moesií. Provincie zahrnovala západní polovinu dnešního Maďarska, Burgenland a část Vídeňské pánve v Rakousku, Srem v Srbsku a slovinské a chorvatské území mezi řekami Drávou a Sávou.
Podle římského historika Cassia Diona bylo prý jméno Panonie odvozeno ze slova panni (latinsky šátek), což poukazovalo na místní zvyk týkající se odívání. Avšak dle názoru Julia Pokorného, rakouského badatele a keltologa, pochází slovo Panonie z ilyrského výrazu pro bažinu, vodu nebo močál. Pojem Panonie se používá dodnes (například Panonská pánev), přičemž Panonií se v maďarštině někdy označuje část Maďarska ležící na západ od Dunaje.

## Obyvatelstvo a hospodářství
Oblast byla původně obývána ilyrskými kmeny, které Římané nazývali Panony (Pannonii). Tito Ilyrové se podle tvrzení dobových pramenů, v nichž jsou popisováni jako zloději a lupiči, netěšili u Římanů příliš velké vážnosti. Od 4. století př. n. l. vliv Ilyrů pozvolna slábl v důsledku přílivu převážně keltských kmenů: Noriků a Bójů na severu a Skordisků, Dáků a Bastarnů na jihu. Někdy v době kolem přelomu letopočtu začaly do Panonie proudit ze severu germánské kmeny Kvádů a Markomanů, k nimž se později přidali ještě Langobardi.
Panonie byla poměrně řídce osídlenou zemí. Římané ji proto zúrodnili vysušováním bažin, regulováním řek a kácením lesů. Dále zde vytvořili síť silnic, spojujících města, vzniklá původně z vojenských táborů a posádek legií. Díky těmto opatřením se Panonie už v době principátu změnila v hustě obydlenou a hospodářsky prosperující provincii. Proměnu zaznamenala také skladba obyvatelstva: usadilo se tu mnoho římských občanů, příchozích z různých, leckdy i exotických koutů říše, a to buď jako vojáci sloužící v legiích, nebo jako obchodníci usilující o podíl na obchodu s jantarem (viz Jantarová stezka).

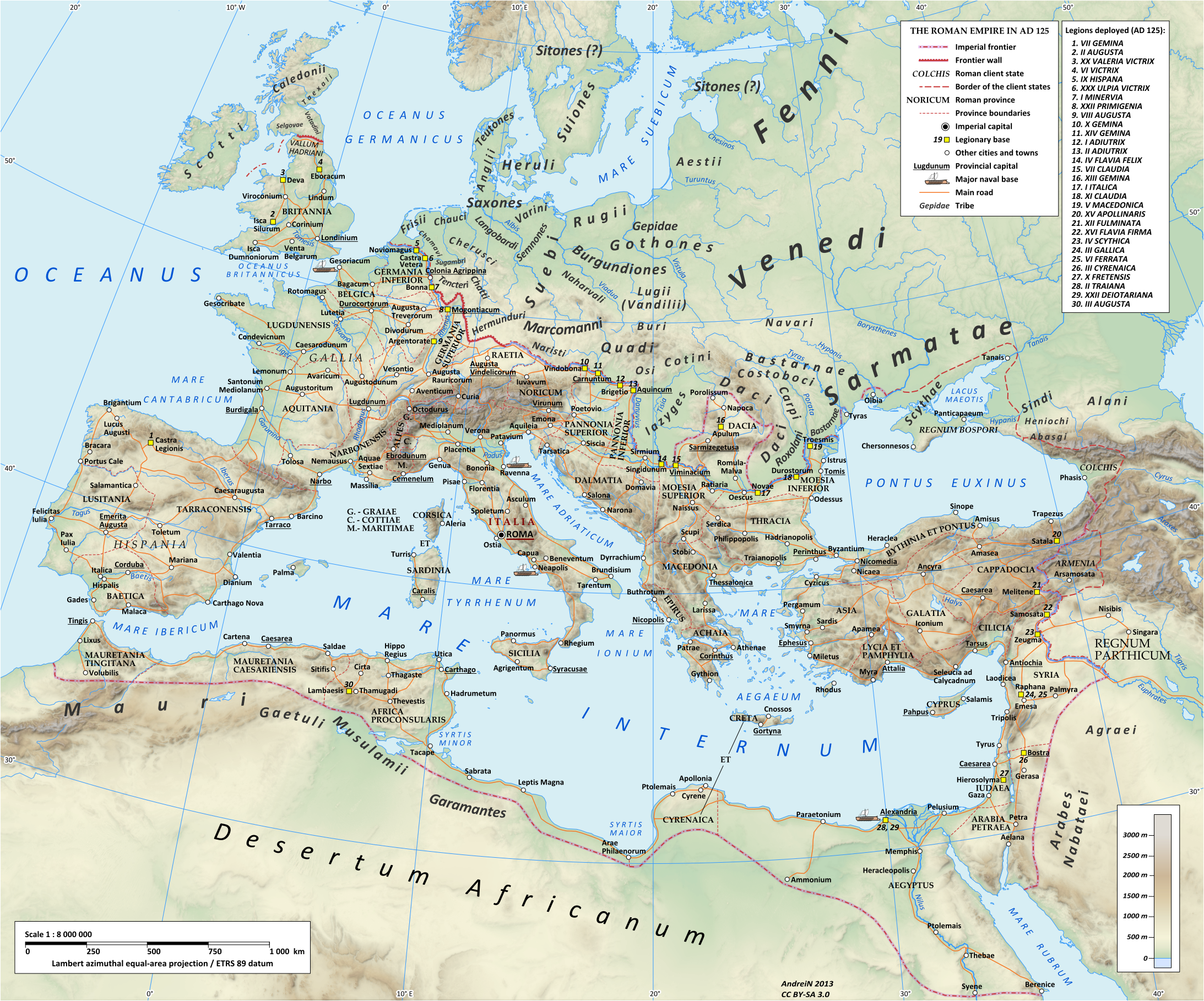
Římské provincie za vlády císaře Hadriána (117–138 n. l.) včetně rozmístění posádek legií

Po skončení služby obdrželi vysloužilí legionáři půdu, na níž si stavěli villy, což byly v podstatě bohatě vybavené selské dvory s obytnými částmi různé velikosti (tzv. Pars urbana). Vojáci si často z vlasti přinášeli své zvyky a náboženství. Jelikož někdy kolem roku 100 pocházelo mnoho zdejších legionářů z provincie Sýrie, došlo v této době v Panonii k značnému rozšíření syrských božstev a kultů. Po roce 251 byla Panonie pravidelně pustošena opakujícími se nájezdy Germánů, což přimělo velkou část obyvatelstva k odchodu do bezpečnějších části římské říše.
Jedním z nejdůležitějších exportních artiklů Panonie bylo dřevo. Mezi další významné produkty náležely obiloviny, především oves a ječmen, z kterého zdejší lidé vařili pivo nazývané sabaea. Pěstováno bylo rovněž víno a olivy. Panonie byla proslulá taktéž pro svůj chov loveckých psů. Třebaže starověcí historikové se nijak nezmiňují o zdejším nerostném bohatství, zřejmě se zde nacházely doly na železnou rudu a stříbro. Hlavními řekami v provincii byly Dravus (Dráva), Savus (Sáva) a Arrabo (Raab) spolu s Dunajem (latinsky Danubius), do něhož všechny tři předchozí vtékaly.

## Dějiny

### Římská provincie

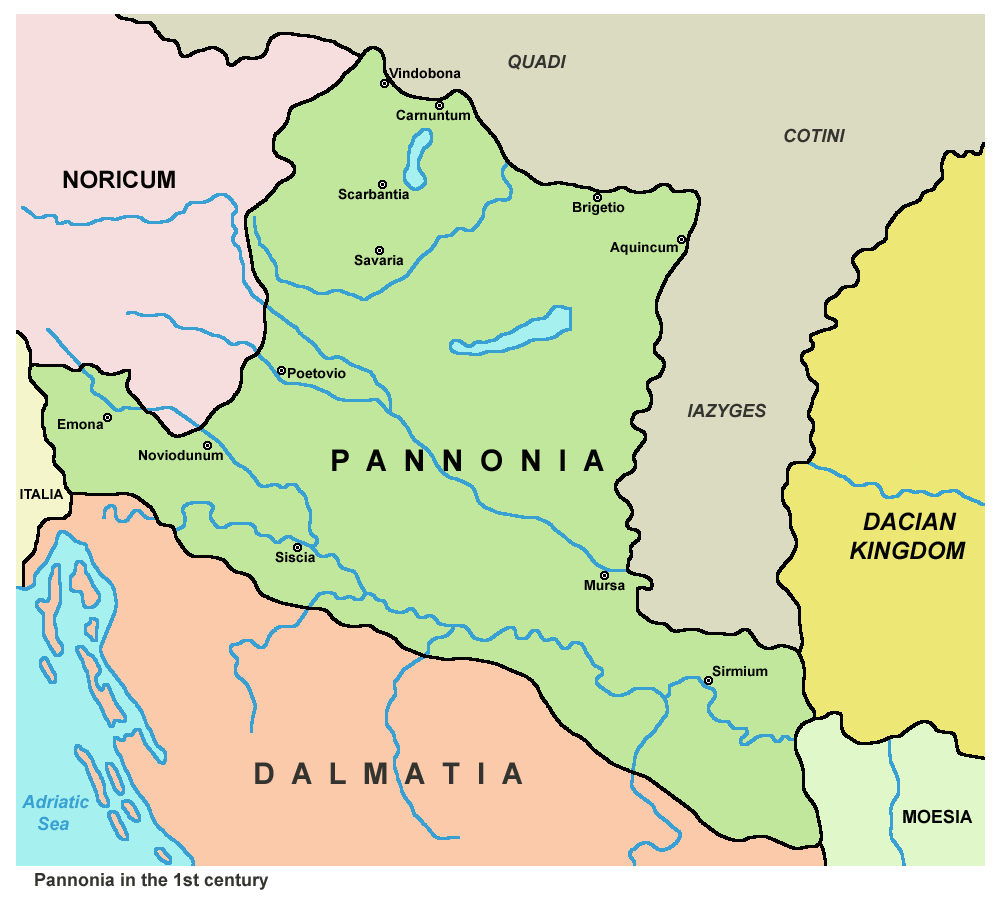
Provincie Panonie v 1. století n. l.

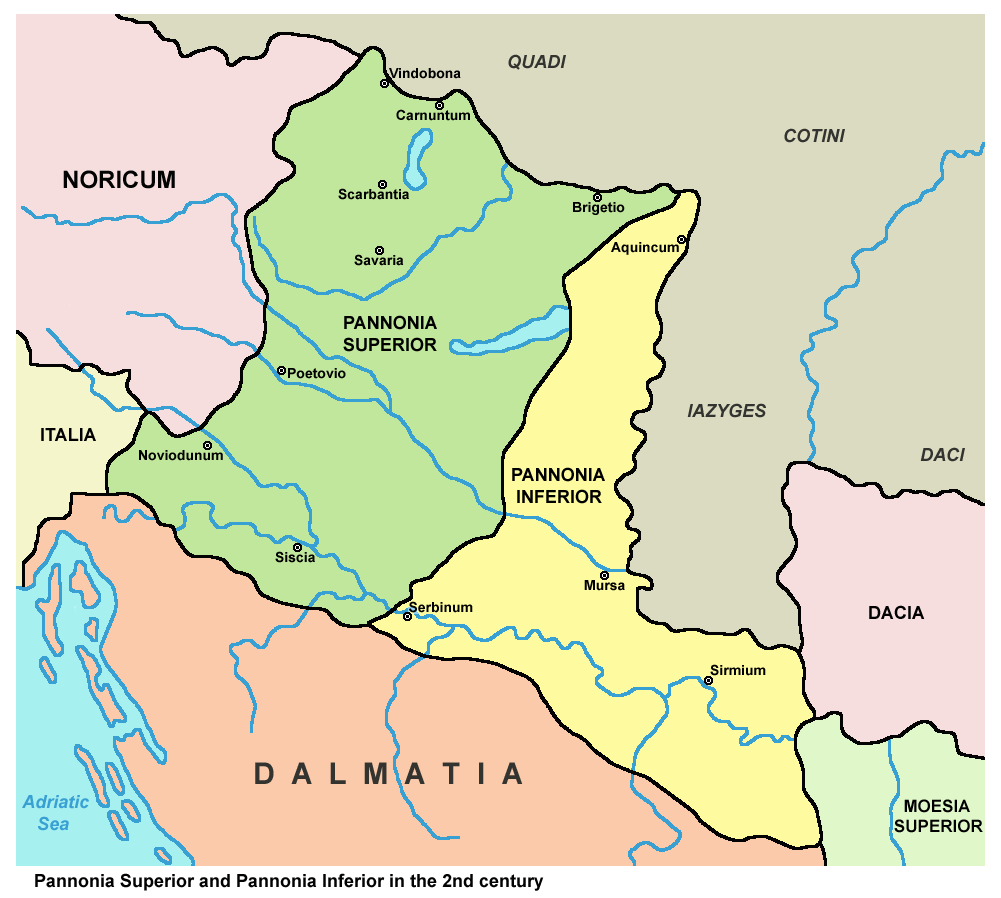
Rozdělení provincie Panonie ve 2. století n. l.

O Panonii existuje jen velice málo historických údajů až do roku 35 př. n. l., kdy byli její obyvatelé, spojenci kmene Dalmatů, napadeni Octavianovými legiemi, které dobyly osadu Siscia (dnešní Sisak v Chorvatsku). Území si však smělo ještě nějakou dobu ponechat nezávislost. Teprve v letech 12 až 9 př. n. l. byla Panonie Římany definitivně podrobena a začleněna do provincie Illyricum. Hranice římského impéria tím byly posunuty až k řece Dunaji.
V roce 6 n. l. Panonové, stejně jako Dalmatové a další ilyrské kmeny, povstali. Vzpoura byla potlačena Tiberiem a Germanicem po několika velice náročných taženích, jež trvala celkem tři roky. Po skončení povstání bylo území provincie Illyricum rozděleno mezi nově vzniklé provincie Pannonia na severu (hlavním městem bylo Carnuntum) a Dalmatia na jihu. Datum jejich rozdělení není známo, pravděpodobně se tak stalo někdy mezi roky 20 a 50 n. l.

### Horní a Dolní Panonie
Panonie byla bráněna římskými a spojeneckými (auxilia) legiemi, neboť blízkost barbarské hrozby si vyžadovala přítomnost velkého počtu vojsk. Z téhož důvodu bylo na břehu Dunaje postaveno mnoho pevností a pohraničních kastel. Někdy mezi léty 102 až 107, v průběhu dáckých válek, rozdělil Traianus provincii na Horní Panonii (Pannonia superior) a Dolní Panonii (Pannonia inferior), jejímž správním centrem se stalo město Aquincum (dnešní Budapešť). Dalšími významnými sídly byly: Cibalae (Vinkovci), Mursa (Osijek), Poetovio (Ptuj), Savaria (Szombathely), Scarbantia (Šoproň), Singidunum (Bělehrad), Sirmium (Sremska Mitrovica) a Vindobona (Vídeň). Za císaře Marca Aurelia byla provincie v letech 166 až 180 zle postižena markomanskými válkami. 9. dubna roku 193 byl v Carnuntu provolán císařem místodržitel Horní Panonie, Septimius Severus. V této době byl prý v provincii velmi populární kult slunečního boha Sola, taktéž nazývaného Sol Invictus („nepřemožitelné slunce“). Také byla objevena řada artefaktů potvrzujících přítomnost vyznavačů Mithrova kultu a římských bohů.

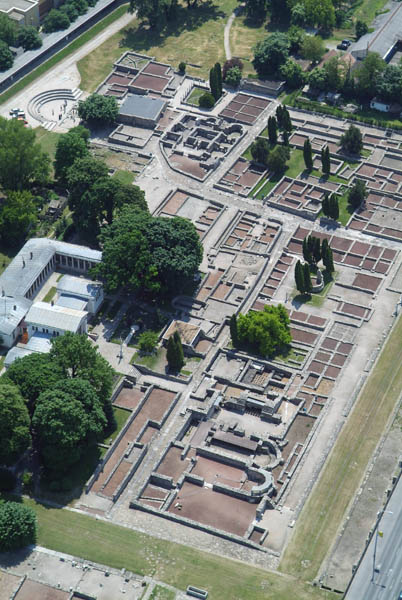
Vykopávky starověkého římského města Aquincum

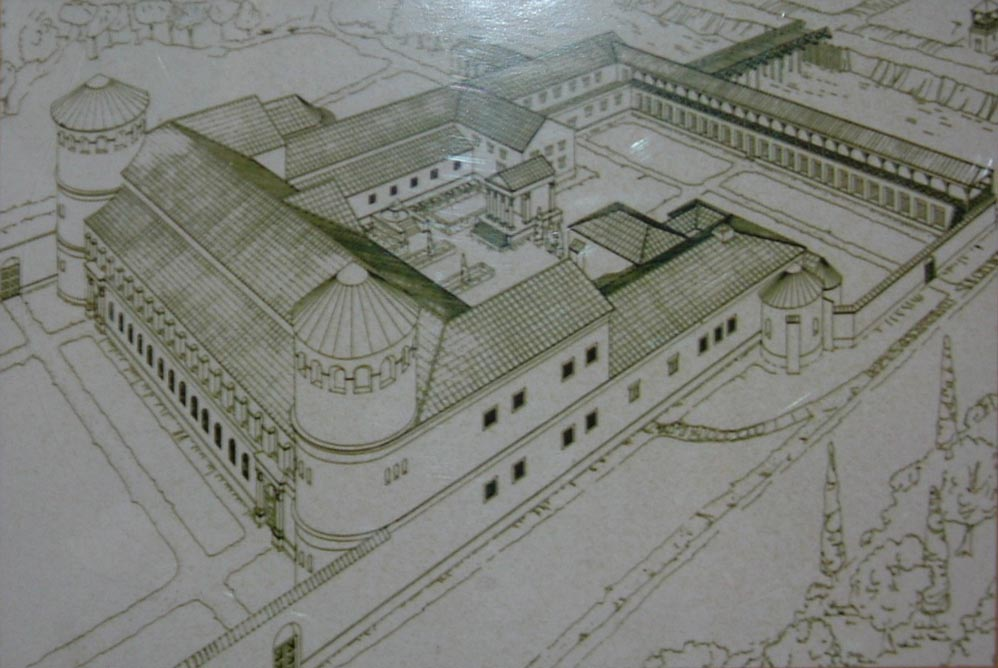
Palác v Aquincumu, rekonstrukce jeho podoby

Největšího rozkvětu dosáhla Panonie v první polovině 3. století, kdy Carnuntum obývalo pravděpodobně kolem 40 000 lidí. Panonové a Keltové byli v této době již zcela romanizováni. Historik a tehdejší místodržitel v Panonii, Cassius Dio, charakterizoval zdejší obyvatelstvo jako statečný a velice prchlivý lid. První doklady o křesťanech a křesťanských mučednících (martyrech) pocházejí zhruba z roku 250. Krize říše ve 3. století a s tím spojené války, epidemie a hladomory ukončily období prosperity provincie, kvůli čemuž drasticky poklesl počet obyvatel.

### Panonie v době stěhování národů
Poté, co Gótové porazili v roce 251 císaře Decia, zaplavili barbaři celý Balkánský poloostrov. Teprve po vítězství v bitvě u Naissu v roce 269 dokázali císaři Claudius II. Gothicus a Aurelianus zatlačit Góty zpět za Dunaj, kde měli setrvat příštích 100 let. Nicméně kmeny Juthungů, Markomanů a Vandalů i nadále ohrožovaly římskou hranici na Dunaji. Za Diocletiana byla provincie rozdělena do čtyř částí. Vznikly tak nové politicko-správní jednotky Pannonia Prima na severozápadě, Pannonia Valeria na severovýchodě, Pannonia Savia na jihozápadě a Pannonia Secunda na jihovýchodě. V roce 308 se v Carnuntu za Diocletianova předsednictví konal kongres císařů, jenž měl urovnat rozpory mezi jednotlivými panovníky v rámci vládního systému tetrarchie.

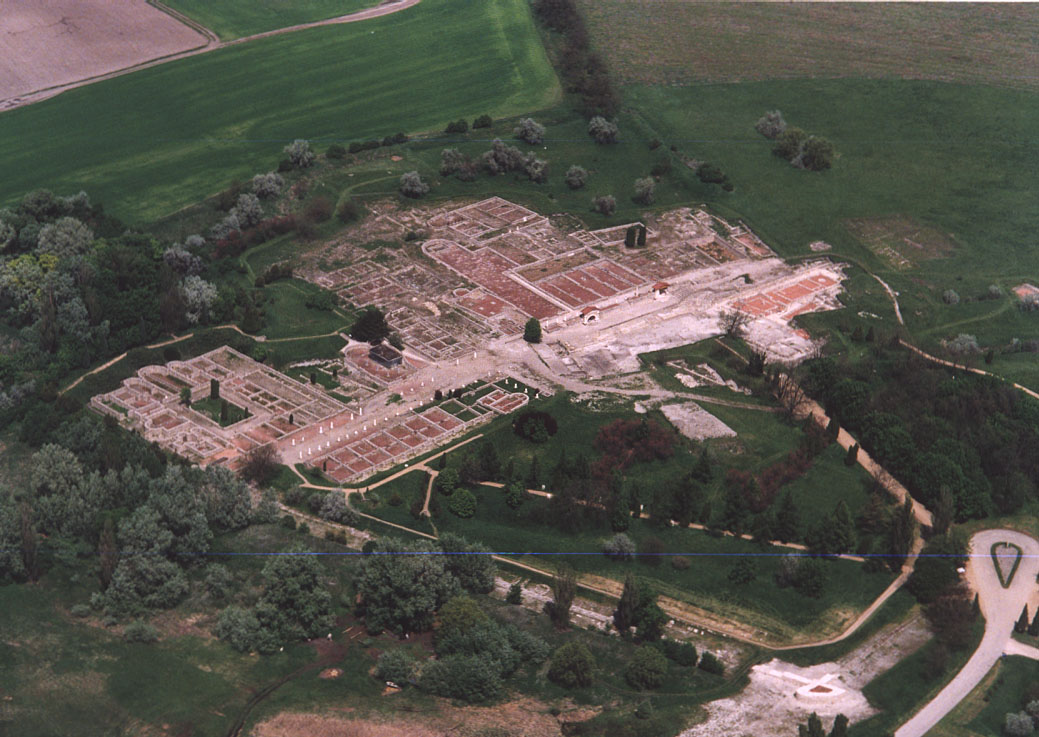
Vykopávky starověkého římského města Gorsium, Tác poblíž Székesfehérváru, Maďarsko

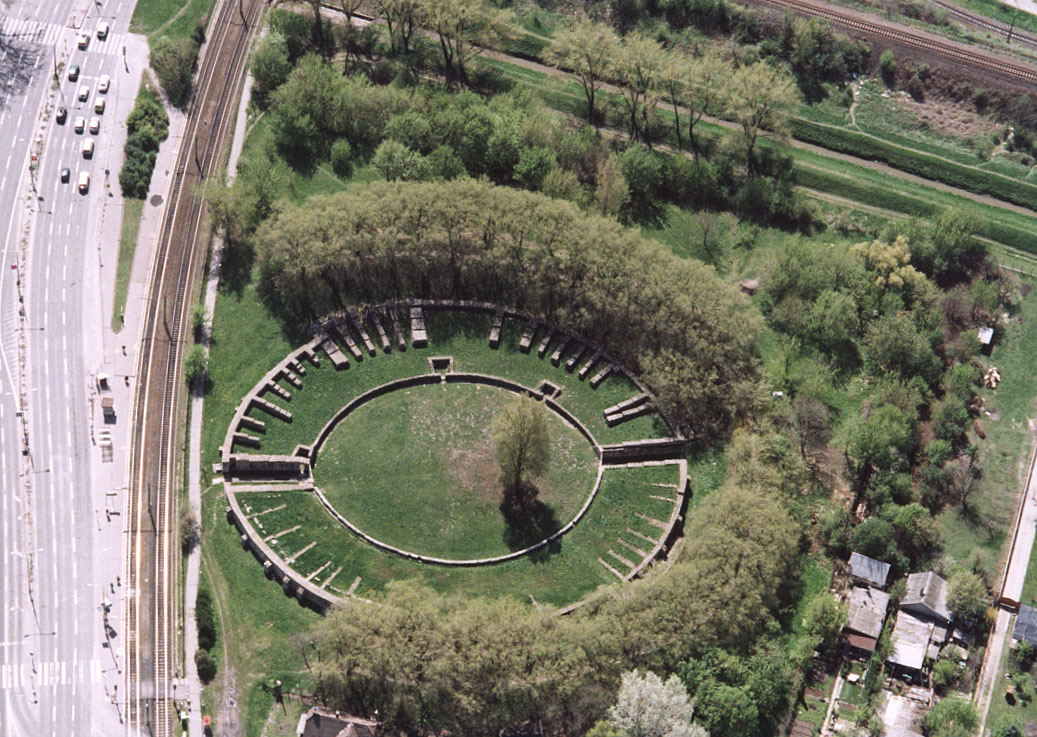
Římský amfiteátr v Aquincumu, dnes Budapešť

Na počátku 4. století byla provincie opět napadena Markomany a ve třicátých letech Vandaly. Aby znovu osídlil vylidněná území, usadil Konstantin I. mnoho Vandalů na římském území při řece Dunaji. Kolem roku 350 byl severozápad provincie postižen ničivým zemětřesením. S prohlubujícím se úpadkem římské moci se intenzita barbarských útoků ještě zvyšovala. V letech 357 a 374 podnikli Markomani další nájezdy do Podunají. Panonie byla zasažena taktéž válkou Valentiniana I. se Sarmaty a Kvády v polovině sedmdesátých let.
Nepřetržité válčení a z toho plynoucí přítomnost cizích i spřátelených armád měla katastrofální dopad na hospodářství provincie. Kdysi kvetoucí panonská města upadala. Historik Ammianus Marcellinus popsal Carnuntum na konci 4. století jako „pustnoucí, špinavé hnízdo“. Po roce 375 byli v Panonii jako foederati postupně usídleni Alani, Germáni a Hunové. V roce 395 byly Vindobona a Carnuntum vydrancovány Markomany. Ti byli o rok později Stilichonem usazeni jako foederati v dnešním Burgenlandu.
V roce 405 přepadli Panonii Radagaisovi Gótové, následovalo povstání místních rolníků a otroků. Do roku 410 byla však římská vláda obnovena, načež byla zahájena výstavba opevnění na ochranu před očekávaným náporem Hunů. Již o 10 let později se ale velká část Panonie nacházela v jejich rukou. V roce 433 byla pak Hunům tato země oficiálně postoupena výměnou za to, že poskytli pomoc římskému vojevůdci Aetiovi během bojů o moc v Římě. Po Hunech, kteří ovládali Panonii až do Attilovy smrti v roce 453, kontrolovali provincii nejprve Ostrogóti, pak Langobardi a nakonec Avaři.

### Středověk
Kolem roku 800 zřídil Karel Veliký v Panonii avarskou marku k zabezpečení hranic franské říše před avarskými útoky. O sto let později byla marka dobyta nomádskými Maďary, kteří si zde po porážce v bitvě na řece Lechu v roce 955 založili vlastní stát, existující dodnes.

## Dnešní význam názvu
Název provincie se dochoval v některých dnešních geografických názvech a příležitostně se používá i pro celou oblast.
Název Pannonia nese i pár rychlíků, který do 12. prosince 2008 byl jediným přímým železničním spojením České republiky s oblastí Balkánu. Do roku 2008 jezdily jako rychlíky R374/375 mezi Prahou a Bukureští, do počátku 90. let pokračovaly přes Československo až do Berlína a přes Rumunsko do bulharské Sofie. Od prosince 2008 byl zkrácen do Budapešti, odkud část jeho vozů pokračuje v českých rychlících Amicus a Metropol. Tento rychlík je známý především tragickou nehodou na řikonínském viaduktu, při které zahynulo 31 cestujících.